# Lovön
Lovön er en ø i Mälaren i Ekerö kommun i Sverige. Den svenske kongefamilies hjemsted, Drottningholm Slot, ligger på øen.